# Bevo Nordmann
Bevo Nordmann é um ex-jogador de basquete norte-americano que foi campeão da Temporada da NBA de 1964-65 jogando pelo Boston Celtics.